# Conus trinitarius
Espèce
Conus trinitarius est une espèce de mollusques gastéropodes marins de la famille des Conidae.
Comme toutes les espèces du genre Conus, ces escargots sont prédateurs et venimeux. Ils sont capables de « piquer » les humains et doivent donc être manipulés avec précaution, voire pas du tout.

## Taxonomie

### Publication originale
L'espèce Conus trinitarius a été décrite pour la première fois en 1792 par le conchyliologiste danois Christian Hee Hwass dans « Encyclopédie méthodique ou par ordre de matières Histoire naturelle des vers - volume 1 » écrite par le naturaliste français Jean-Guillaume Bruguière (1750-1798),.

### Synonymes
- Conus cedonulli var. trinitarius Hwass, 1792 · non accepté
- Conus mappa trinitarius Hwass, 1792 · non accepté
- Tenorioconus trinitarius (Hwass, 1792) · non accepté